# Восточно-Сибирский государственный институт культуры
Восточно-Сибирский государственный институт культуры (бур. Зүүн Сибиириин гүрэнэй соёлой дээдэ һургуули) — высшее учебное заведение в городе Улан-Удэ (Республика Бурятия).
В состав института входят 4 факультета, в числе которых 27 кафедр. Научная библиотека института насчитывает приблизительно 500 тыс. экземпляров, в том числе 300 периодических изданий. В преподавательский состав института входят около 300 человек. Институт является членом Международной организации по сохранению и развитию фольклора (ЮНЕСКО).

## История
В 1960 году постановлением Совета министров СССР № 1008 был основан Восточно-Сибирский государственный библиотечный институт (ВСГБИ). В 1964 году ВСГБИ был реорганизован в Восточно-Сибирский государственный институт культуры (ВСГИК).
В 1970-е—1980-е годы осуществлялись мероприятия, направленные на дальнейшее развитие института. В их число вошли как научная работа (разработка новых учебных специальностей, проектов и концепций, увеличение числа профессорско-преподавательского состава, становление научных фондов университета), так и материально-технического обеспечение (постройка нового учебного корпуса, общежитий и спортивно-оздоровительного лагеря на озере Байкал).
В 1995 году приказом Министерства культуры РФ № 406 ВСГИК был реорганизован в Восточно-Сибирскую государственную академию культуры и искусств (ВСГАКИ).
В 2014 году ВСГАКИ вновь переименован во ВСГИК, что не сказалось на объёме финансирования и общем количестве образовательных программ.

## Структура института

### Факультеты
В состав института входят 6 факультетов и 27 кафедр:
| Факультет                                                                   | Кафедры |
| --------------------------------------------------------------------------- | --- |
| Гуманитарно-культурологический                                              | Кафедра иностранных языков и общей лингвистики Кафедра истории Кафедра культурологии Кафедра педагогики и психологии Кафедра теории и истории искусств и литературы Кафедра физического воспитания Кафедра философии Кафедра этнологии и народной художественной культуры |
| Факультет культурного наследия и IT-технологий в сфере культуры и искусства | Кафедра библиотечно-информационных ресурсов Кафедра информационно-коммуникационных технологий Кафедра музейных технологий и охраны наследия |
| Факультет музыки                                                            | Кафедра вокального и инструментального исполнительства Кафедра истории, теории музыки и общего фортепиано Кафедра народных инструментов Кафедра хорового дирижирования, музыкального образования и звукорежиссуры                                                         |
| Факультет режиссуры, актёрского и изобразительного искусства                | Кафедра дизайна Кафедра режиссуры эстрады и театрализованных представлений Кафедра сценической речи Кафедра театрального искусства |
| Факультет танца                                                             | Кафедра «Педагогика балета» Кафедра хореографии |
| Факультет экономики культуры, менеджмента и продюсирования                  | Кафедра менеджмента и маркетинга Кафедра сервиса, туризма и рекреации Кафедра социально-культурной деятельности Кафедра экономики духовного производства и предпринимательства в культуре                                                                                 |

### Аспирантура и докторантура
Подготовка аспирантов и докторантов осуществляется по 6 специальностям:
| Шифр     | Специальность                                                        |
| -------- | -------------------------------------------------------------------- |
| 07.00.02 | Отечественная история                                                |
| 07.00.07 | Этнография, этнология и антропология                                 |
| 17.00.01 | Театральное искусство                                                |
| 17.00.02 | Музыкальное искусство                                                |
| 24.00.01 | Теория и история культуры                                            |
| 24.00.03 | Музееведение, консервация и реставрация историко-культурных объектов |

### Научные подразделения
Также в институте работают 9 научных подразделений:
- Центр информационных технологий
- Музей истории академии
- Научная библиотека
- Отдел аспирантуры и докторантуры
- Центр дополнительного и инновационного образования
- Учебно-методическое управление
- Научно-исследовательский сектор
- Центр организационного и технологического обеспечения учебного процесса
- Научный центр этнографии и фольклора

### Инфраструктура
- Общежития
- Профком студентов
- Психологическая служба
- Спортивно-оздоровительный лагерь «ОСЛиК»
- Отдел общественного питания
- Медицинский пункт
- Служба контроля внутреннего распорядка

## Образование
На сегодняшний день учебный процесс в университете осуществляется по 39 специальностям.

## Научные исследования

### Направления исследований
Научно-исследовательская деятельность института сегодня ведётся по следующим направлениям:
- Развитие науки о культуре, а также история, современное состояния и тенденции развития культурного пространства Сибири и севера России.
- Этнокультура Сибири и севера России.
- Процессы капитализации культурного ресурса Байкальского региона.
- Народное художественное творчество и профессиональное искусство региона.
- Инновационные процессы в музейном, библиотечном и клубном деле Восточной Сибири и Монголии.
- Рекреация, культурный сервис и туризм в Восточной Сибири и Монголии.
- Культурные ресурсы в формировании туристского кластера в Бурятии.

Также в университете издаётся рецензируемый журнал «Вестник ВСГАКИ», включающий в себя статьи по историческим наукам, искусствоведению и культурологии. Журнал содержит информацию о научных исследованиях, а также материалы конференций.

### Диссертационные советы
| Шифр          | Специальность |
| ------------- | --- |
| ДМ 210.002.01 | 24.00.01 — Теория и история культуры (культурология) 24.00.03 — Музееведение, реставрация и консервация историко-культурных объектов (культурология) |
| Д 210.002.02  | 07.00.07 — Этнография, этнология и антропология (исторические науки) 24.00.01 — Теория и история культуры (исторические науки)                       |

## Творческая работа
Творческо-исполнительская работа (ТИР) включает в себя творческо-исполнительские коллективы, лаборатории (в том числе — творческо-исследовательская лаборатория «Гэсэр»), медиа-центр «Амадей», а также различные фестивали и конкурсы («Звуки Евразии», «Венок Дружбы», «Кубок Байкала»).
ТИР ставит перед собой следующие задачи:
- Создание в университете системы взаимодействия с российскими и международными профессиональными творческими объединениями, ассоциациями, комитетами и союзами.
- Организация и проведение различных мероприятий (мастер-классов, семинаров-практикумов, фестивалей и конкурсов).
- Сотрудничество с предприятиями, учреждениями, организациями и органами власти, а также с различными категориями населения, в том числе и за рубежом.
- Создание в университете научно-творческих школ, внедрение инновационных технологий и творческих достижений в социально-культурную сферу.

## Международная деятельность
Укрепление межрегиональных и международных связей является одним из направлений деятельности университета. На сегодняшний день академия поддерживает связи с 30 государствами (Германией, Китаем, Кореей и др.), а также с зарубежными университетами (Варшавский университет, Центральный Европейский университет, Оксфордский университет, Государственный университет Огайо). В дальнейшем планируется сотрудничество с США, Италией и Турцией.
Сотрудничество с зарубежными партнёрами осуществляется по трём направлениям:
- студенческие обмены, стажировки преподавателей и аспирантов,
- участие в научных программах,
- организация и проведение международных конференций и симпозиумов, а также различных творческих мероприятий.

С 2002 года в университете проходит конференция под названием «Культурное пространство Восточной Сибири и Монголии», где обсуждаются проблемы культуры и образования, социально-педагогические технологии, деятельность в сфере культуры, образования и досуга, а также история и развитие Байкальского региона и Монголии.
Также в период с 2004 по 2011 год было проведено несколько международных конференций («Актуальные вопросы истории и культуры стран народов Азиатско-Тихоокеанского региона», «Театральное искусство Сибири: традиция и современность», «Россия–Монголия: Культурная идентичность и межкультурное взаимодействие»).

## Список ректоров
1. Жалсабон, Дашидондок Жалсапович (1960-1968)
2. Никифоров, Сергей Иванович (1968-1990)
3. Балханов, Гавриил Иванович (1990-1995)
4. Пшеничникова, Раиса Ивановна (1995-2015)
5. Перова, Елена Юрьевна (с ноября 2019)

## Известные выпускники
- Баторова, Ирина Валерьевна — российский бурятский балетмейстер, солистка Бурятского государственного национального театра песни и танца «Байкал», народная артистка Бурятии, заслуженная артистка Российской Федерации[6].
- Лыгденов, Солбон Дондокович — российский бурятский кинорежиссёр[7].
- Степанова, Надежда Ананьевна ― российский бурятский религиозный деятель, Верховная шаманка Бурятии[8].